# Zigeunertoonladder

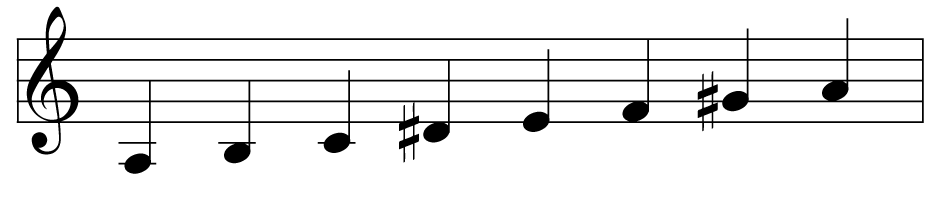

Een zigeunertoonladder is een toonladder waarin twee intervallen van anderhalve toonafstand voorkomen. Meestal is dit tussen de derde en de vierde, en tussen de zesde en de zevende toon. Tussen de eerste en de tweede toon zit een hele toonafstand, tussen alle overige tonen een halve toonafstand. Deze meest voorkomende zigeunertoonladder heet ook wel de Balkan-ladder.
Een voorbeeld van een zigeunertoonladder is:
 g - a - bes - cis - d - es - fis - g
   1 - ½  - 1½  -  ½ - ½  - 1½  - ½
Men omschrijft deze toonladder ook wel als een harmonische kleine tertstoonladder met een verhoogde vierde toon. De toonladder klinkt dus ook als mineur. 
Het is niet bekend of deze soort toonladders van de Roma afkomstig is, al wordt de toonladder weleens gebruikt in zigeunermuziek. Waarschijnlijker is dat de toonladder zijn oorsprong vindt in de landen langs de Donau en de Balkan. Adriaan Fokker schreef de uitvinding van deze toonladder toe aan Giuseppe Tartini.
Naast het genoemde voorbeeld bestaan er varianten uit Spanje en Portugal (g - as - b - c - d - es - fis -g) en een uit Noord-Afrika (g - as - b - c - des - e - f - g).
In de klassieke muziek wordt de zigeunertoonladder niet zo vaak gebruikt. De zigeunertoonladder  komt voor in de compositie 'Afrique' (opus 89) van Camille Saint-Saëns.

## Bron
- Muzieklexicon - Theo Willemze